# РПГ-29 «Вампір»
Ручни́й протита́нковий гранатоме́т РПГ-29 «Вампір»  — розроблений та прийнятий на озброєння радянської армії наприкінці 80-х років протитанковий гранатомет. Він є сучасною зброєю мотострілецького відділення для ураження всіх видів сучасних танків, броньованої та неброньованої техніки, а також живої сили у захисних спорудах різного типу. Зброя, незважаючи на досить великі масу та габарити, проста та зручна в експлуатації, та є надійною у практично будь-яких кліматичних умовах. Бойова обслуга складається з двох осіб.
Для зручності експлуатації корпус гранатомету поділено на дві частини. В похідному положенні вони обидві вміщуються у спеціальний в'юк для перенесення однією людиною. При приведенні в бойове положення обидві частини з'єднуються за допомогою спеціального розйому. На гранатометі кріпляться ударно-спусковий механізм з руків'ям, упорна відкидна сошка та механічний приціл. Також гранатомет комплектується оптичним прицілом для стрільби в денний час та пристроєм нічного бачення для стрільби вночі.
Основним пострілом для РПГ-29 є протитанкова граната ПГ-29В. Вона складається з підривної тандемної бойової частини та реактивного двигуна. Пороховий заряд реактивного двигуна повністю згоряє в межах довжини гранатомету.